# Festival van San Remo 2021
Het Festival van San Remo 2021 was de 71ste editie van het liedjesfestival. Het bestond uit twee competities. Het werd gewonnen door de rockband Måneskin met hun nummer Zitti e buoni. Hiermee verkregen ze het recht om Italië te vertegenwoordigen op het Eurovisiesongfestival 2021, gehouden in Rotterdam. Ze wonnen het Songfestival.

## Categorieën
Net als voorgaande jaren bestond het San Remofestival uit twee wedstrijden. Eén voor reeds gevestigde artiesten en één voor nieuwkomers.
| Gevestigde artiesten        | Gevestigde artiesten        | Gevestigde artiesten | Gevestigde artiesten |
| Lied                        | Artiest                     | Dirigent             | Plaats               |
| --------------------------- | --------------------------- | -------------------- | -------------------- |
| Zitti e Buoni               | Måneskin                    | Enrico Melozzi       | 1                    |
| Chiamami per nome           | Francesca Michielin & Fedez | Fabio Gurian         | 2                    |
| Un milione di cose da dirti | Ermal Meta                  | Diego Calvetti       | 3                    |

1951 · 1952 · 1953 · 1954 · 1955 · 1956 · 1957 · 1958 · 1959 · 1960 · 1961 · 1962 · 1963 · 1964 · 1965 · 1966 · 1967 · 1968 · 1969 · 1970 · 1971 · 1972 · 1973 · 1974 · 1975 · 1976 · 1977 · 1978 · 1979 · 1980 · 1981 · 1982 · 1983 · 1984 · 1985 · 1986 · 1987 · 1988 · 1989 · 1990 · 1991 · 1992 · 1993 · 1994 · 1995 · 1996 · 1997 · 1998 · 1999 · 2000 · 2001 · 2002 · 2003 · 2004 · 2005 · 2006 · 2007 · 2008 · 2009 · 2010 · 2011 · 2012 · 2013 · 2014 · 2015 · 2016 · 2017 · 2018 · 2019 · 2020 · 2021 · 2022 · 2023 · 2024 · 2025